# Bindingshoek
De bindingshoek is een hoek die gevormd wordt door twee bindingen op eenzelfde atoom. Zij kunnen berekend worden aan de hand van de VSEPR-theorie. In veel gevallen wijkt de werkelijke hoek soms veel, soms weinig af van de ideale waarde. Zo verschilt de bindingshoek in waterstofsulfide (92°) veel meer van de ideale tetraëdrische bindingshoek (109°) dan die in water (104,5°). Bindingshoeken geven informatie over de energieniveaus in moleculen en daarmee ook over reactiemogelijkheden en stabiliteit.
| AXE-symbool | B. p. | V. p. | Moleculaire geometrie  | Hoek(en)        | Voorbeeld | Structuur |
| ----------- | ----- | ----- | ---------------------- | --------------- | --------- | --------- |
| AX2E0       | 2     | 0     | lineair                | 180°            | BeCl2     |           |
| AX3E0       | 3     | 0     | trigonaal planair      | 120°            | BF3       |           |
| AX2E1       | 2     | 1     | geknikt                | < 120°          | SO2       |           |
| AX4E0       | 4     | 0     | tetraëder              | 109,5°          | CH4       |           |
| AX3E1       | 3     | 1     | trigonale piramide     | 107° < 109,5˚   | NH3       |           |
| AX2E2       | 2     | 2     | gebogen                | 105˚< 109,5˚    | H2O       |           |
| AX5E0       | 5     | 0     | trigonale bipiramide   | 90°, 120°       | PCl5      |           |
| AX4E1       | 4     | 1     | seesaw                 | 90°, 120°, 180° | SF4       |           |
| AX3E2       | 3     | 2     | T-vormig               | 90°, 180°       | ClF3      |           |
| AX2E3       | 2     | 3     | lineair                | 180°            | XeF2      |           |
| AX6E0       | 6     | 0     | octaëder               | 90°             | SF6       |           |
| AX5E1       | 5     | 1     | vierkante piramide     | 90°             | BrF5      |           |
| AX4E2       | 4     | 2     | vierkant planair       | 90°             | PtCl4     |           |
| AX5E2       | 5     | 2     | pentagonaal planair    | 72°             | XeF5-     |           |
| AX6E1       | 6     | 1     | pentagonale piramide   | 90°, 72°        | IOF52−    |           |
| AX7E0       | 7     | 0     | pentagonale bipiramide | 90°, 72°        | IF7       |           |